# Східна єпархія Української православної церкви Канади

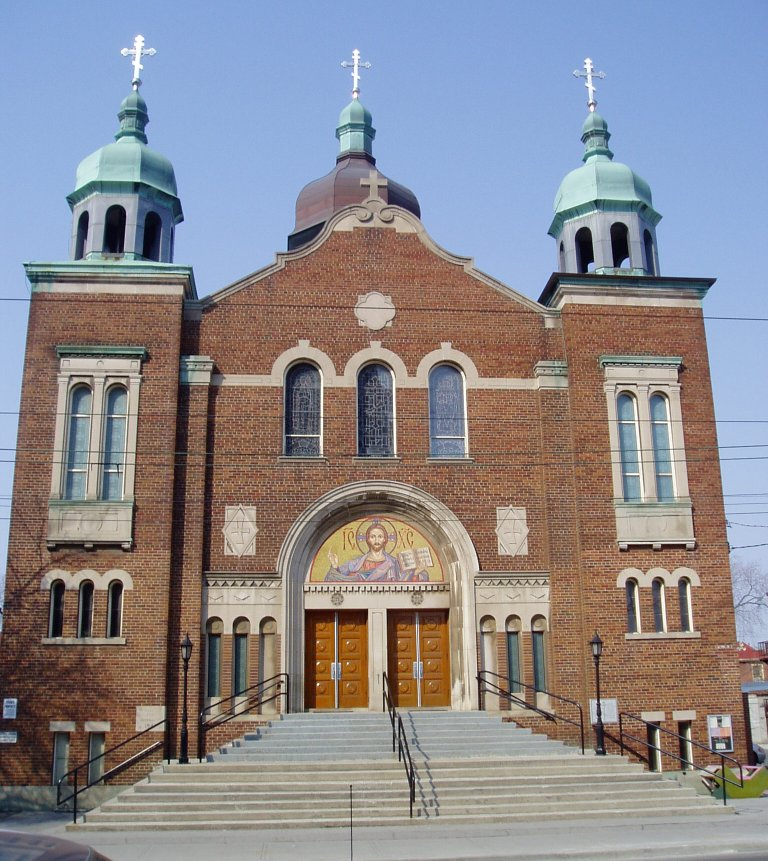
Володимирський собор у Торонто

Східна єпархія (англ. Eastern Eparchy) — єпархія Української православної церкви Канади. Охоплює територію Канади на схід від Тандер-Бея.
Центр єпархії — Торонто, кафедральний собор — Володимирський собор.
Ієрархом Східної єпархії є єпископ Торонтський і Східної єпархії. Із 19 травня 2021 року єпархію очолює єпископ Андрій (Пешко).